# Peter Hofelich

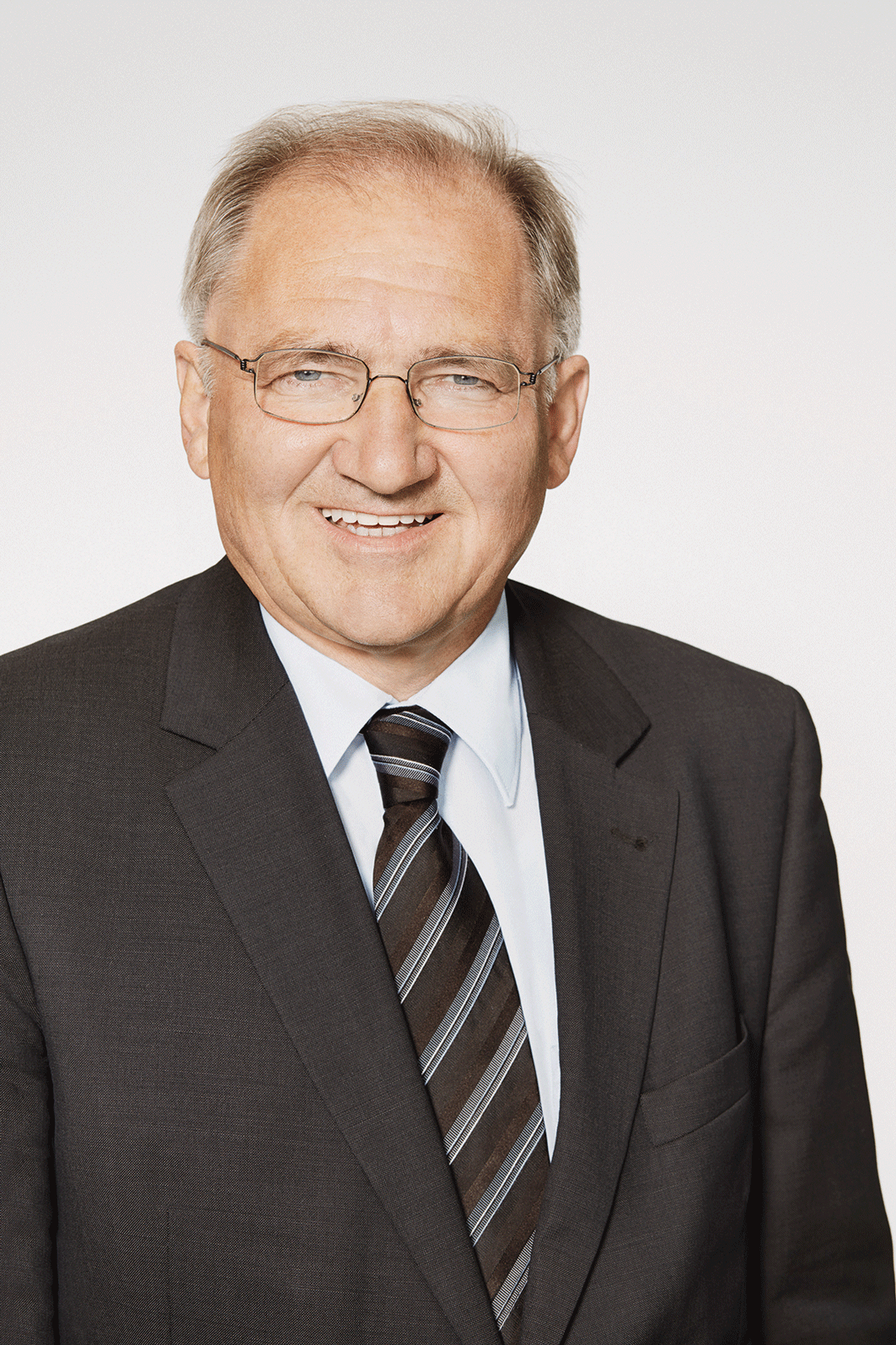
Peter Hofelich (2018)

Peter Hofelich (* 16. Dezember 1952 in Eybach) ist ein deutscher Politiker (SPD). Er war von 2006 bis 2021 Mitglied des baden-württembergischen Landtags. Von Februar 2015 bis Mai 2016 war er Staatssekretär im Ministerium für Finanzen und Wirtschaft Baden-Württemberg.

## Schule und Studium
Nach dem Abitur im Jahr 1973 am Freihof-Gymnasium in Göppingen und dem Wehrdienst in Ulm absolvierte Peter Hofelich ein verwaltungswissenschaftliches Studium an der Universität Konstanz, das er im Jahr 1980 mit dem Diplom abschloss (Thema: Gewerkschaften und die Forschungs- und Technologiepolitik des Bundes in der Bundesrepublik Deutschland; Note 1). Danach führten ihn Studienaufenthalte an der Universität von Kalifornien in Berkeley und am Massachusetts Institute of Technology für insgesamt ein Jahr in die Vereinigten Staaten. Im Anschluss daran arbeitete er noch bis zum Jahr 1984 als wissenschaftlicher Mitarbeiter bei Professor Thomas Ellwein an der Universität Konstanz.

## Beruf
Hofelich war 21 Jahre bei IBM Deutschland beschäftigt, lange Jahre als Direktor Unternehmensvertretung, später als Direktor Vertrieb Öffentlicher Dienst. Ende 2004 schied er auf eigenen Wunsch aus dem Unternehmen aus, um mehr Zeit für seine Familie zu haben.
In den Jahren 2005 bis 2009 war er selbstständiger Unternehmensberater und als Dozent für Unternehmenskommunikation an der Hochschule Aalen im Studiengang Internationale Betriebswirtschaftslehre tätig. Er ist selbstständiger Kommunikationsberater.

## Politische Tätigkeit
Seit dem Jahr 1975 ist Peter Hofelich Mitglied der SPD. Von 1997 bis 2009 war er stellvertretender Landesvorsitzender der SPD Baden-Württemberg.
Peter Hofelich gehörte in den Jahren 1984 bis 2015 dem Gemeinderat seiner Heimatgemeinde Salach an. Von 1989 bis 1997 sowie von 2009 bis 2015 war er zudem Mitglied des Kreistages im Landkreis Göppingen. Von 1994 bis 2009 war er Mitglied der Regionalversammlung des Verbands Region Stuttgart. Von dieser wurde er beginnend mit der Gründung des Verbandes im Jahr 1994, zuletzt 2004, zum stellvertretenden Vorsitzenden des Verbands Region Stuttgart gewählt.
Bei der Landtagswahl 2006 in Baden-Württemberg kandidierte Hofelich für die SPD im Wahlkreis 10 (Göppingen) und wurde über das Zweitmandat in den Landtag gewählt. Er übernahm das Mandat von Frieder Birzele, der aus Altersgründen nicht erneut kandidierte. Seine Gegenkandidaten waren Dietrich Birk (CDU), Henning Schürig (Grüne) und Werner Simmling (FDP). Bei den Kommunalwahlen im Juni 2009 verteidigte er sein Gemeinderatsmandat und zog nach längerer Pause wieder in den Kreistag des Landkreises Göppingen ein. Gleichzeitig schied er aus der Regionalversammlung des Verbands Region Stuttgart aus, für die er nicht mehr kandidierte. Bei den Landtagswahlen 2011 und 2016 trat Hofelich erneut im Wahlkreis Göppingen an und zog wiederum jeweils über das Zweitmandat in den Landtag ein. Er war vom Jahr 2011 bis zum 31. Januar 2015 Mitglied des Finanz- und Wirtschaftsausschusses sowie Vorsitzender des Ausschusses für Europa und Internationales. Im Juli 2011 wurde er von der Landesregierung als ehrenamtlicher Beauftragter für Mittelstand und Handwerk beim Ministerium für Finanzen und Wirtschaft bestellt. Von Februar 2015 bis Mai 2016 war er Staatssekretär im Ministerium für Finanzen und Wirtschaft Baden-Württemberg. Bei der Landtagswahl in Baden-Württemberg 2021 kandidierte er nicht erneut. Peter Hofelich ist seit den Kommunalwahlen 2019 erneut Gemeinderat und ehrenamtlicher stellvertretender Bürgermeister seiner Heimatgemeinde Salach und Mitglied des Kreistages im Landkreis Göppingen. Er ist Sprecher des Sportbeirates der SPD Baden-Württemberg. Und er ist kooptiertes Vorstandsmitglied der Europäischen Bewegung Baden Württemberg.

## Privates
Hofelich ist verheiratet mit Ingrid Katz-Hofelich, hat mit ihr zwei Kinder und wohnt in der Gemeinde Salach. Hofelich ist katholischer Konfession und bekennender Anhänger des VfB Stuttgart.
Peter Hofelich ist seit dem Jahr 2007 Präsident des DRK-Kreisverbandes Göppingen. Er ist unter anderem Mitglied im Stiftungsrat von Haus Lindenhof, Co-Vorsitzender des Beirates Theaterhaus Stuttgart und Mitglied im Kuratorium der katholischen Akademie Hohenheim.